# Differentiële diagnose
Een differentiële diagnose, differentiaaldiagnose of diacrise is een wetenschappelijke methode om uit een lijst van mogelijke aandoeningen waaraan een bepaalde patiënt zou kunnen lijden, gegeven de klachten en symptomen die op dat moment bekend zijn, een diagnose te stellen.
In de 19e eeuw was de Duitstalige geneeskunde voor Nederlandse artsen toonaangevend, daardoor werd de term Differenzialdiagnose vernederlandst in de medische terminologie opgenomen.
Een differentiële diagnose wordt gesteld als twee of meerdere ziekten het ziektebeeld kunnen verklaren en het nog niet mogelijk is tot een definitieve diagnose te komen. Verder onderzoek zal erop gericht zijn één of meerdere elementen van de differentiaaldiagnose uit te sluiten tot uiteindelijk liefst slechts één mogelijkheid overblijft.
De methode van differentiële diagnose wordt ook buiten de geneeskunde gebruikt, zoals in het domein van de leerstoornissen en milieukundig bodemonderzoek.